# Войцех Войдак
Войцех Войдак (пол. Wojciech Wojdak, 13 березня 1995) — польський плавець.
Учасник Олімпійських Ігор 2016 року.
Призер Чемпіонату світу з водних видів спорту 2017 року.
Призер Чемпіонату світу з плавання на короткій воді 2016 року.